# Stenbrudsgården
Stenbrudsgården är en byggnad vid Frederiks stenbrott vid kusten norr om Nexø på Bornholm.

## Historik
Frederiks stenbrott öppnades 1754 för att bryta nexösandsten till kungliga och andra byggnader i Frederiksstaden i Köpenhamn. Stenbrudsgården uppfördes 1759 som bostadshus för brottets inspektör, stenhuggarmästare och smedmästare.
Stenbrudsgården byggdes av sådan nexösandsten, som inte kunde exporteras till Köpenhamn. 
Efter det att stenbrottet slutligen lagts ned 1957, förföll Stenbrudsgården gradvis. Den köptes 1992 av Statens bygningsfredningsfond, varefter den genomgick en grundlig renovering av Kulturarvsstyrelsen, vilken avslutades 2005. Gården köptes 2007 av Sparekassen Bornholms Fond.
Stenbrudsgården blev byggnadsminne 1988.

## Utseende
Stenbrudsgården ligger i Nexøs norra utkant vid landsvägen från Nexø till Årsdale. På andra sidan vägen ligger det vattenfyllda Frederiks stenbrott.  
Gården består av en lång envånings huvudbyggnad, som är sammanbyggd med en kortare sidobyggnad. Längs huvudbyggnadens östra gavel finns inkörseln till gården. Portstenarna är utsmyckade med årtalet 1773 och Kristian VII av Danmarks krönta monogram. 
Gårdsplanen har beläggning av marksten och sandsten och inhägnas österut av en hög stenmur. 
Invändigt är den ursprungliga planlösningen i huvudsak bevarad. och strukturen med tre separata lägenheter syns. Stenbrottets inspektör bodde i den västra och största lägenheten, stenhuggarmästaren i mitten av huset och smedmästaren mot öster. I sidobyggnaden, som är förbunden med inspektörsbostaden, finns ett brygghus med bevarad eldstad och bakom detta ett par toaletter och åt norr ett stort genomgående rum som användes som matsal. Takvåningen är till del utnyttjad. 
De två andra längorna har stora genomgående rum och ett par mindre rum, vilka användes till toalett och kök. Längorna användes bland annat som kontor.